# 黎明 (社會學家)
黎明（1985年—），女，上海出生，香港社會學學者。現於香港大學附屬學院任職社會科學講師，曾任香港教育大學社會學系講師、香港中文大學社會學系講師，負責教授醫學社會學、中國社會和性別等科目。

## 生平
黎明成長於上海市，本科就讀復旦大學社會學系，期間曾經擔任學生會幹事。其後受蔡元雲醫生鼓勵到香港求學，先後在香港中文大學取得社會學碩士和博士。因為其於中國大陸成長、到香港求學並定居的身份，在2017年中大學生會民主墻事件期間積極為學術及言論自由發聲而引起關注。 分別在《明報》、《立場新聞》、《時代論壇》均有專欄。 
2018年尾，與另一位學者、香港公開大學助理教授容暉在《明報》及《端傳媒》
揭發香港青少年機構突破機構在處理員工性騷擾多位女員工及義工的醜聞，並積極參與有關性權與性別的運動 (包括平權、#metoo) 及關注相關議題。

## 家庭
丈夫為公共衛生學者、歌手/音樂人鍾一諾。